# Лоренцина де Медичи
Лоренцѝна де Мèдичи (на италиански: Lorenzina de' Medici; * ок. 1547, Венеция, Венецианска република; ок. 1590, Рим, Папска държава) е  извънбрачна дъщеря на Лоренцино де Медичи и метресата му Елена Бароци.

## Биография
Твърди се, че баща ѝ е бил убит, когато тя току-що се е родила или вероятно дори преди нейното раждане. Той е в изгнание във Венеция, след като е виновен за убийството на херцог Алесандро де Медичи и бяга от убийците на херцог Козимо I, които го преследват през половин Европа.
След смъртта на баща си Лоренцина е отгледана от семейството си.
Омъжва се за римския благородник Джулио Колона († док. юни 1530), военен, син на Джироламо ди Антонио и Витория Конти, на когото е втора съпруга. Тя няма деца и вероятно почива скоро след сватбата, тъй като съпругът ѝ по-късно се жени за трети път.
|  | Тази страница частично или изцяло представлява превод на страницата Lorenzina de' Medici в Уикипедия на италиански. Оригиналният текст, както и този превод, са защитени от Лиценза „Криейтив Комънс – Признание – Споделяне на споделеното“, а за съдържание, създадено преди юни 2009 година – от Лиценза за свободна документация на ГНУ. Прегледайте историята на редакциите на оригиналната страница, както и на преводната страница, за да видите списъка на съавторите. ВАЖНО: Този шаблон се отнася единствено до авторските права върху съдържанието на статията. Добавянето му не отменя изискването да се посочват конкретни източници на твърденията, които да бъдат благонадеждни. |